# NGC 4367
NGC 4367 est une paire d'étoiles située dans la constellation de la Vierge. L'astronome prussien Heinrich d'Arrest a enregistré la position de cette paire d'étoiles 19 avril 1865.